# Echthroplexiella obscura
Echthroplexiella obscura är en stekelart som först beskrevs av Hoffer 1954.  Echthroplexiella obscura ingår i släktet Echthroplexiella och familjen sköldlussteklar. Inga underarter finns listade i Catalogue of Life.